# Rio Mopan
Rio Mopan é um rio centro-americano da Guatemala.